# Пірс-Сіті (Міссурі)
Пірс-Сіті (англ. Pierce City) — місто (англ. city) в США, в округах Лоуренс і Баррі штату Міссурі. Населення — 1251 особа (2020).

## Географія
Пірс-Сіті розташований за координатами 36°56′49″ пн. ш. 94°0′13″ зх. д. / 36.94694° пн. ш. 94.00361° зх. д. (36.946883, -94.003511).  За даними Бюро перепису населення США в 2010 році місто мало площу 3,30 км², з яких 3,28 км² — суходіл та 0,01 км² — водойми.

## Демографія
Згідно з переписом 2010 року, у місті мешкали 1292 особи в 538 домогосподарствах у складі 343 родин. Густота населення становила 392 особи/км².  Було 602 помешкання (183/км²).
Расовий склад населення:
| - 95,9 % — білих - 0,8 % — корінних американців - 0,2 % — азіатів - 1,8 % — осіб інших рас |

До двох чи більше рас належало 1,3 %. Частка іспаномовних становила 4,6 % від усіх жителів.
За віковим діапазоном населення розподілялося таким чином: 26,0 % — особи молодші 18 років, 57,8 % — особи у віці 18—64 років, 16,2 % — особи у віці 65 років та старші. Медіана віку мешканця становила 37,4 року. На 100 осіб жіночої статі у місті припадало 94,3 чоловіків;  на 100 жінок у віці від 18 років та старших — 89,3 чоловіків також старших 18 років.
Середній дохід на одне домашнє господарство  становив 42 544 долари США (медіана — 37 679), а середній дохід на одну сім'ю — 48 633 долари (медіана — 45 284). Медіана доходів становила 35 403 долари для чоловіків та 24 375 доларів для жінок. За межею бідності перебувало 24,3 % осіб, у тому числі 38,9 % дітей у віці до 18 років та 12,8 % осіб у віці 65 років та старших.
Цивільне працевлаштоване населення становило 507 осіб. Основні галузі зайнятості: виробництво — 25,8 %, освіта, охорона здоров'я та соціальна допомога — 14,4 %, роздрібна торгівля — 10,3 %, будівництво — 9,5 %.